# Koliseț, Teofipol
Koliseț (în ucraineană Колісець) este un sat în comuna Ilkivți din raionul Teofipol, regiunea Hmelnîțkîi, Ucraina.

## Demografie
Componența lingvistică a localității Koliseț
     Ucraineană (100%)
Conform recensământului din 2001, toată populația localității Koliseț era vorbitoare de ucraineană (100%).